# Croydon, New Hampshire
Croydon är en kommun (town) i Sullivan County i delstaten New Hampshire, USA med 764 invånare (2010). 